# 宋学 (1958年)
宋学（1958年7月—），山东德州人，中国共产党党员，中国人民解放军海军少将。

## 生平
1958年7月，宋学出生在山东省德州市。曾出任海军装备部副部长、中国人民解放军海军副参谋长。
2010年7月，宋学晋升中国人民解放军海军少将。宋学曾是航母舰载机起降试验副总指挥。